# 제임스 헷필드
제임스 앨런 헷필드(영어: James Alan Hetfield, 1963년 8월 3일~)는 캘리포니아주 출신의 미국 헤비메탈 밴드인 메탈리카의 리드보컬 겸 기타리스트이다. 2003년 영국 토탈 기타 매거진이 선정한 세계 100대 기타리스트에 12위로 선정되었다.

## 생애
1963년 8월 3일 캘리포니아주의 작은 마을 다우니에서 태어났다. 아버지는 트럭 운전사였고 어머니는 오페라 가수였는데 둘 다 독실한 크리스천 사이언스 신자였다. 제임스의 어머니는 암에 걸렸는데도 종교적 신념으로 의학적 치료를 거부하고 제임스가 16살 때 죽게 되는데 이 사건은 그의 인생 전반에 큰 영향을 끼친다. 실제로 〈Mama Said〉, 〈Dyers Eve〉, 〈The God That Failed〉등은 제임스의 어머니의 소재로 다룬 곡이었고, 특히〈Until It Sleeps〉은 병으로 인한 고통을 다루고 있다. 그의 아버지는 1996년 Load 투어 때 사망했다.
제임스는 9살 때 처음으로 피아노를 배웠고 14살 때 그의 형에게 드럼을 배운 뒤 이후 기타를 다루게 되었다. 또 그는 모터헤드, 블랙 사바스, 아이언 메이든, 퀸, 레드 제플린과 씬 리지에게 영향을 많이 받은 것으로 알려져 있다.
1997년 8월 17일 아내인 Francesca와 결혼한 후 1998년 딸 Cali, 2000년 아들 Castor, 2002년 딸 Marcella를 낳았다.

## 기종
제임스는 주로 ESP 기타를 협찬받아 사용하고 있다.
- Ken Lawrence Custom Explorer Natural
- ESP Custom Deerskull Inlay Explorer
- ESP Custom Black Explorer with Diamond Plate
- ESP Custom Black Silver Diamond Plate Explorer
- ESP Custom Black "Fuel" Les Paul Style with Gold Pinstripe
- ESP Custom Flying V with Green Flames
- ESP Custom Flying V with Hot Rod Flames
- ESP Custom Black Explorer Bright Diamond Plate
- ESP Custom Black Explorer with Wood-Burn Deer
- ESP Custom Black & White Pin Stripe Les Paul
- ESP Custom Black & Gold
- ESP New Model Explorer Black with Mother or Pearl Inlay
- Dunlop Custom Nylon Picks
- Mesa Boogie 4x12 Speaker Cabinet
- 2xMesa Boogie Strategy 400 power Amplifiers

## 출연 작품
- 나는 악마를 사랑했다 - 밥 헤이워드 역